# Paroligoneurus pallidus
Paroligoneurus pallidus är en stekelart som beskrevs av Austin och Robert A.Wharton 1992. Paroligoneurus pallidus ingår i släktet Paroligoneurus och familjen bracksteklar. Inga underarter finns listade i Catalogue of Life.